# 西畴花椒
西畴花椒（学名：Zanthoxylum xichouense）为芸香科花椒属下的一个种。

## 扩展阅读
- 維基物種上的相關：西畴花椒